# Гідо Вільдосо
Гідо Вільдосо Кальдерон (ісп. Guido Vildoso Calderón; нар. 5 квітня 1937) — болівійський політичний та військовий діяч. Генерал, президент країни 1982 року. Був призначений на цей пост армійським командуванням за часів глибокої економічної та політичної кризи та передав владу цивільному уряду після 78 днів правління.

## Біографія
Гідо Вільдосо народився 5 квітня 1937 року в Кочабамбі, Болівія. 1953 року закінчив військовий коледж, потім продовжив навчання в інших військових навчальних закладах. Викладав у всіх освітніх закладах болівійської армії. Навчався на курсах штабної підготовки у військових училищах США, Панами та Бразилії, закінчив командні курси Школи Генерального штабу армії Аргентини. Був начальником Штабного коледжу. За часів правління Гуго Бансера, у 1976—1978 роках, займав пост міністра охорони здоров'я та соціального захисту. У 1980—1981 роках командував VII дивізією армії Болівії. У грудні 1981 року отримав звання бригадного генерала.

### При владі
У січні 1982 року, за часів правління генерала Сельсо Торреліо, Гідо Вільдосо був призначений начальником генерального штабу армії Болівії. 19 липня 1982 року хунта трьох родів військ призначила Гідо Вільдосо новим президентом після відставки Торреліо. До того часу економічна й політична криза в країні сягнула такої глибини, що подальше перебування армії при владі вже не удавалось можливим. За два з половиною місяці генерал Вільдосо зібрав обраний влітку 1980 року Національний конгрес. 5 жовтня Конгрес обрав новим президентом країни Ернана Сілеса Суасо, лідера лівого Фронту демократичної та народної єдності, не допущенного до влади військовиками 1980 року. 10 жовтня 1982 року Гідо Вільдосо Кальдерон передав йому пост президента.

### Після відставки
Гідо Вільдосо відійшов від політичної діяльності, а у січні 1983 року разом з іншими колишніми главами військових урядів був звільнений з лав збройних сил новим президентом. Він повернувся до Кочабамби, де вів приватне життя. На початку XXI століття Гідо Вільдосо залишився одним з чотирьох військових правителів Болівії, які нині живі. Востаннє він з'явився на публіці разом із президентом Ево Моралесом спочатку у президентському палаці, а потім на військовому параді 7 серпня 2010 року в Санта-Крусі.